# Mariner West Pipeline
Mariner West Pipeline – трубопровідна система для транспортування етану до нафтохімічних підприємств канадської провінції Онтаріо.
Внаслідок розробки сланцевих формацій Марцелус та Утіка (штати Пенсільванія, Огайо, Західна Вірджинія) у Аппалачах з’явився великий ресурсу етану. Цей найбільш енергоефективний при виробництві етилену газ постачають на атлантичний експортний термінал Маркус-Хук (трубопропровід Mariner East Pipeline), на південь країни до техаського хабу по роботі із зрідженими вуглеводневими газами Монт-Бельв’ю (етанопровід ATEX Express), а також до провінції Онтаріо. В останній ще у 20 столітті почали діяльність установки парового крекінгу в Корунні та Сарнії, котрі з 2006 року – після зупинки поставок по Cochin Pipeline – залишились без головного джерела етану, котрий складав від чверті до третини їхньої сировини. Як наслідок, виникла гарна нагода організувати поставки етану з Аппалачів до Онтаріо, що й стало функцією Mariner West Pipeline.
Етанопровід починається у штаті Пенсильванія від газопереробних комплексів Х’юстон та Блюватер. Далі він прямує на північний захід через Огайо, в районі Толедо обходить озеро Ері після чого тягнеться у північному напрямку по території штату Мічиган до Мерісвілю. Загальна довжина цієї траси становить біля 620 км. На першій ділянці від Х’юстону до Ванпорту у Пенсильванії проклали нову ділянку довжиною 60 км, тоді як далі використали наявні (та реверсовані у межах проекту) продуктопроводи – в діаметрі 250 мм від Ванпорту до Хадсону в Огайо (довжина біля 130 км) та в діаметрі 200 мм після Хадсону.
У завершальній точці маршруту провели переобладнання підземного сховища Мерісвіль, яке отримало здатність зберігати етан. Від Мерісвіля цей газ транспортується до Канади по Genesis Pipeline, котрий має довжину лише дев’ять кілометрів, в тому числі один кілометр становить перехід під прикордонною річкою Сент-Клер. Кінцевим пунктом Genesis Pipeline є установка парового крекінгу Корунна та розташоване неподалік підземне сховище Корунна. Постачений етан також може використовуватись крекінг-установкою у Сарнії.
Трубопровід, здатний перекачувати до 50 тисяч барелів етану на добу, почав роботу в останньому кварталі 2013 року. Потужність Genesis Pipeline становить 37 тисяч барелів на добу.